# Oligomyrmex beta
Oligomyrmex beta är en myrart som beskrevs av Auguste-Henri Forel 1905. Oligomyrmex beta ingår i släktet Oligomyrmex och familjen myror. Inga underarter finns listade i Catalogue of Life.